# Swedish Open 1999 - Qualificazioni singolare
Le qualificazioni del singolare  dello  Swedish Open 1999 sono state un torneo di tennis preliminare per accedere alla fase finale della manifestazione. I vincitori dell'ultimo turno sono entrati di diritto nel tabellone principale. In caso di ritiro di uno o più giocatori aventi diritto a questi sono subentrati i lucky loser, ossia i giocatori che hanno perso nell'ultimo turno ma che avevano una classifica più alta rispetto agli altri partecipanti che avevano comunque perso nel turno finale.
Le qualificazioni del torneo Swedish Open 1999 prevedevano 32 partecipanti di cui 4 sono entrati nel tabellone principale.

## Teste di serie
1. Markus Hipfl (Qualificato)
2. Eduardo Nicolas-Espin (Qualificato)
3. Fredrik Jonsson (ultimo turno)
4. Kalle Flygt (ultimo turno)

1. Janne Ojala (secondo turno)
2. Henrik Andersson (primo turno)
3. Tommi Lenho (primo turno)
4. Johan Settergren (ultimo turno)

## Qualificati
1. Markus Hipfl
2. Eduardo Nicolas-Espin

1. Nicklas Timfjord
2. Johan Örtegren

## Tabellone

### Legenda
| - Q = Qualificato - WC = Wild card - LL = Lucky loser | - ALT = Alternate - SE = Special Exempt - PR = Protected Ranking | - w/o = Walkover - r = Ritirato - d = Squalificato |

### Sezione 1
|  | Primo turno      | Primo turno           | Primo turno           | Primo turno      | Primo turno |  |  | Secondo turno | Secondo turno    | Secondo turno    | Secondo turno    | Secondo turno    |   |   | Ultimo turno | Ultimo turno | Ultimo turno | Ultimo turno | Ultimo turno |  |
|  |                  |                       |                       |                  |             |  |  |               |                  |                  |                  |                  |   |   |              |              |              |              |              |  |
|  | 1                | Markus Hipfl          | Markus Hipfl          | 6                | 6           |  |  |               |                  |                  |                  |                  |   |   |              |              |              |              |              |  |
|  |                  | Mattias Hellstrom     | Mattias Hellstrom     | 3                | 2           |  |  | 1             | Markus Hipfl     | Markus Hipfl     | 6                | 6                |   |   |              |              |              |              |              |  |
|  | Marcus Sarstrand | Marcus Sarstrand      | 4                     | 6                | 6           |  |  |               | Marcus Sarstrand | Marcus Sarstrand | 1                | 1                |   |   |              |              |              |              |              |  |
|  | Fredrik Giers    | Fredrik Giers         | 6                     | 3                | 3           |  |  |               |                  |                  |                  |                  |   |   | 1            | Markus Hipfl | Markus Hipfl | 6            | 6            |  |
|  | Johan Hede       | Johan Hede            | Johan Hede            | Johan Hede       | 6           |  |  |               |                  | 8                | Johan Settergren | Johan Settergren | 0 | 1 |              |              |              |              |              |  |
|  | Patrik Langvardt | Patrik Langvardt      | Patrik Langvardt      | Patrik Langvardt | 0r          |  |  |               | Johan Hede       | Johan Hede       | 4                | 4                |   |   |              |              |              |              |              |  |
|  | 8                | Johan Settergren      | Johan Settergren      | 6                | 6           |  |  | 8             | Johan Settergren | Johan Settergren | 6                | 6                |   |   |              |              |              |              |              |  |
|  |                  | Carlos Martinez-Comet | Carlos Martinez-Comet | 2                | 0           |  |  |               |                  |                  |                  |                  |   |   |              |              |              |              |              |  |

### Sezione 2
|  | Primo turno     | Primo turno           | Primo turno           | Primo turno | Primo turno |  |  | Secondo turno        | Secondo turno         | Secondo turno         | Secondo turno        | Secondo turno        |   |   | Ultimo turno | Ultimo turno          | Ultimo turno          | Ultimo turno | Ultimo turno |  |
|  |                 |                       |                       |             |             |  |  |                      |                       |                       |                      |                      |   |   |              |                       |                       |              |              |  |
|  | 2               | Eduardo Nicolas-Espin | Eduardo Nicolas-Espin | 6           | 6           |  |  |                      |                       |                       |                      |                      |   |   |              |                       |                       |              |              |  |
|  |                 | Frederik Fetterlein   | Frederik Fetterlein   | 3           | 3           |  |  | 2                    | Eduardo Nicolas-Espin | Eduardo Nicolas-Espin | 6                    | 6                    |   |   |              |                       |                       |              |              |  |
|  | Mikael Maatta   | Mikael Maatta         | Mikael Maatta         | 6           | 6           |  |  |                      | Mikael Maatta         | Mikael Maatta         | 3                    | 0                    |   |   |              |                       |                       |              |              |  |
|  | Eric Claesson   | Eric Claesson         | Eric Claesson         | 2           | 1           |  |  |                      |                       |                       |                      |                      |   |   | 2            | Eduardo Nicolas-Espin | Eduardo Nicolas-Espin | 6            | 6            |  |
|  | Per Thornadsson | Per Thornadsson       | Per Thornadsson       | 6           | 6           |  |  |                      |                       |                       | Lars-Anders Wahlgren | Lars-Anders Wahlgren | 4 | 2 |              |                       |                       |              |              |  |
|  | Marcus Westman  | Marcus Westman        | Marcus Westman        | 2           | 2           |  |  | Per Thornadsson      | Per Thornadsson       | Per Thornadsson       | 6                    | 4                    |   |   |              |                       |                       |              |              |  |
|  |                 | Lars-Anders Wahlgren  | 7                     | 1           | 6           |  |  | Lars-Anders Wahlgren | Lars-Anders Wahlgren  | Lars-Anders Wahlgren  | 7                    | 6                    |   |   |              |                       |                       |              |              |  |
|  | 7               | Tommi Lenho           | 6                     | 6           | 4           |  |  |                      |                       |                       |                      |                      |   |   |              |                       |                       |              |              |  |

### Sezione 3
|  | Primo turno      | Primo turno       | Primo turno       | Primo turno | Primo turno |  |  | Secondo turno | Secondo turno    | Secondo turno    | Secondo turno    | Secondo turno |   |   | Ultimo turno | Ultimo turno    | Ultimo turno | Ultimo turno | Ultimo turno |  |
|  |                  |                   |                   |             |             |  |  |               |                  |                  |                  |               |   |   |              |                 |              |              |              |  |
|  | 3                | Fredrik Jonsson   | Fredrik Jonsson   | 6           | 6           |  |  |               |                  |                  |                  |               |   |   |              |                 |              |              |              |  |
|  |                  | Tobias Hildebrand | Tobias Hildebrand | 4           | 2           |  |  | 3             | Fredrik Jonsson  | Fredrik Jonsson  | 6                | 6             |   |   |              |                 |              |              |              |  |
|  | Bjorn Rehnquist  | Bjorn Rehnquist   | Bjorn Rehnquist   | 7           | 6           |  |  |               | Bjorn Rehnquist  | Bjorn Rehnquist  | 1                | 1             |   |   |              |                 |              |              |              |  |
|  | Anders Pahlsson  | Anders Pahlsson   | Anders Pahlsson   | 5           | 3           |  |  |               |                  |                  |                  |               |   |   | 3            | Fredrik Jonsson | 5            | 6            | 3            |  |
|  | Nicklas Timfjord | Nicklas Timfjord  | Nicklas Timfjord  | 6           | 6           |  |  |               |                  |                  | Nicklas Timfjord | 7             | 3 | 6 |              |                 |              |              |              |  |
|  | Johan Kareld     | Johan Kareld      | Johan Kareld      | 4           | 0           |  |  |               | Nicklas Timfjord | Nicklas Timfjord | 6                | 6             |   |   |              |                 |              |              |              |  |
|  | 5                | Janne Ojala       | Janne Ojala       | 6           | 6           |  |  | 5             | Janne Ojala      | Janne Ojala      | 4                | 2             |   |   |              |                 |              |              |              |  |
|  |                  | Mark Keil         | Mark Keil         | 4           | 1           |  |  |               |                  |                  |                  |               |   |   |              |                 |              |              |              |  |

### Sezione 4
|  | Primo turno    | Primo turno      | Primo turno      | Primo turno | Primo turno |  |  | Secondo turno  | Secondo turno  | Secondo turno  | Secondo turno  | Secondo turno |   |   | Ultimo turno | Ultimo turno | Ultimo turno | Ultimo turno | Ultimo turno |  |
|  |                |                  |                  |             |             |  |  |                |                |                |                |               |   |   |              |              |              |              |              |  |
|  | 4              | Kalle Flygt      | Kalle Flygt      | 6           | 6           |  |  |                |                |                |                |               |   |   |              |              |              |              |              |  |
|  |                | Robert Lindstedt | Robert Lindstedt | 2           | 2           |  |  | 4              | Kalle Flygt    | Kalle Flygt    | 6              | 6             |   |   |              |              |              |              |              |  |
|  | Hans Grobecker | Hans Grobecker   | Hans Grobecker   | 7           | 6           |  |  |                | Hans Grobecker | Hans Grobecker | 1              | 3             |   |   |              |              |              |              |              |  |
|  | Jay Gooding    | Jay Gooding      | Jay Gooding      | 6           | 1           |  |  |                |                |                |                |               |   |   | 4            | Kalle Flygt  | 6            | 6            | 6            |  |
|  | Johan Örtegren | Johan Örtegren   | Johan Örtegren   | 6           | 6           |  |  |                |                |                | Johan Örtegren | 7             | 3 | 7 |              |              |              |              |              |  |
|  | Henrik Holm    | Henrik Holm      | Henrik Holm      | 3           | 4           |  |  | Johan Örtegren | Johan Örtegren | Johan Örtegren | 6              | 6             |   |   |              |              |              |              |              |  |
|  |                | Lars Jonsson     | Lars Jonsson     | 6           | 6           |  |  | Lars Jonsson   | Lars Jonsson   | Lars Jonsson   | 3              | 4             |   |   |              |              |              |              |              |  |
|  | 6              | Henrik Andersson | Henrik Andersson | 0           | 1           |  |  |                |                |                |                |               |   |   |              |              |              |              |              |  |